# Ида Сабо
Ида Сабо (мађ. Szabó Ida; Печуј, 6. јул 1915 — Нови Сад, 24. новембар 2016) био је учесница Народноослободилачке борбе, друштвено-политичка радница СФРЈ, СР Србије и САП Војводине и јунак социјалистичког рада.

## Биографија
Рођена је 6. јула 1915. године у Печују у аустругарској.
Као тринаестогодишњакиња, постала је текстилна радница а затим је радила у једној суботичкој штампарији. Рано се прикључила радничком и синдикалном покрету учествујући акцијама и штрајковима Уједињених радничких синдикалних савеза Југославије (УРССЈ-ових синдиката). У Савез комунистичке омладине Југославије је примљена 1934 и већ тад је према њеним речима усвојила идеје и мишљења Карла Маркса. Због политичке активности морала је да оде из Суботице. Отишла је у Љубљану где је примљена у КПЈ 1939. Обављала је дужности секретара Окружног комитета СКОЈ-а за Љубљану.
Припада групи комуниста који су организовали устанак 1941. и Народноослободилачку борбу. Ухапшена је 1942. али је убрзо пуштена из затвора. Прикључила се словеначким партизанима, где је до завршетка рата обављала одговорне партијске задатке: чланица и секретар Окружног комитета СКОЈ-а за Љубљану, чланица Покрајинског комитета СКОЈ-а за Словенију, чланица Окружног комитета КПЈ за више округа, а затим и у Главном штабу Народноослободилачке војске и партизанских одреда Словеније. У редовима словеначких партизана је провела четири ратне године, а два дана пре ослобођења, 2. априла 1945. године, убијен јој је супруг Ковач Јанош.
Касније се удала за Филоксиса Козмидиса, повереника грчких партизана који су били смештени у тадашњем Бујкесу са којим је касније добила две ћерке.
Била је и председница Антифашистичког фронта жена Војводине.
После ослобођења, обављала је одговорне политичке дужности у партијским, синдикалним и државним органима, прво у Словенији а затим у Војводини, Србији и Југославији. Бирана је за посланицу републичке и савезне скупштине, посланицу Скупштине Аутономне Покрајине Војводине, где је у периоду 1963—1967. обављала дужност потпредседнице. Бирана је за потпредседницу Покрајинског одбора АФЖ-а Војводине (1946). Обављала је и друге одговорне дужности у Савезу удружења бораца Народноослободилачког рата и Социјалистичком савезу радног народа Југославије. Била је чланица Председништва СФРЈ, Председништва Србије и Савета федерације.
Носилац је Партизанске споменице 1941. и других југословенских одликовања, међу којима су Орден јунака социјалистичког рада, Орден братства и јединства са златним венцем, Орден заслуга за народ са златном звездом и др.
Током целог свог живота се борила за права и једнакост жена које су према њеним речима за време старе Југославије биле неравноправне и другоразредне у односу на мушкарце и да жене тад нису имале право гласа. Захваљујући Комунистичкој партији покрет жена за равноправност је био веома јак и заступљен у целој земљи. Такође, наводи да југословенским женама нико није поклонио равноправност, већ су оне својим масовним учешћем у НОБ-у, са оружјем у руци то избориле. 90% жена је било неписмено јер им није било дозољено да се школују, већ су биле израбљиване на разним тешким пословима по разним фабрикама.
У једном од последњих интервјуа који је дала о својој непрестаној борби каже:
“Не знам је ли било теже борити се током рата с пушком у руци, у шуми, или после ослобођења водити битку за равноправност жена и мушкараца. Неписменост је тад, из ове перспективе, била фрапантна, а највећи део неписмених биле су жене. Покрет за равноправност жена био је јак, а битан темељ томе било је учествовање бројних жена у рату. Жене су се на фронту избориле за свој бољи друштвени положај, јер жену која се бори не може нико игнорисати. Живот по својој природи и јесте стална борба. Мојој генерацији баш ништа није било поклоњено, у то се доба баш ништа није подразумевало. Све смо морали створити сами. Од најбаналнијих ствари па даље. Кад се родиш усред Првог светског рата, а тек што се задјевојчиш већ си у шуми, усред Другога светског рата, у партизанима, па дође време мира и сиромашне земље коју је требало градити, живот ти је стална борба. Ни касније та борба не престаје.”
Дуња Поповић, унука Иде Сабо, описала је поједине сегменте њеног живота кроз приповетке "Суботички реквијем" и "Судија преког суда" у књизи "Таоци страха" (издање Нова Поетика, 2020). Идино име замењено је, том приликом, фиктивним именом Ерика Ференц.